# Minneapolis Lakers 1959-1960
La stagione 1959-60 dei Minneapolis Lakers fu la 12ª nella NBA per la franchigia.
I Minneapolis Lakers arrivarono terzi nella Western Division con un record di 25-50. Nei play-off vinsero la semifinale di division con i Detroit Pistons (2-0), perdendo poi la finale di division con i St. Louis Hawks (4-3).

## Roster
| N° | Naz.                   | Ruolo | Sportivo        | Anno | Alt. | Peso |
| -- | ---------------------- | ----- | --------------- | ---- | ---- | ---- |
| 14 | Stati Uniti (bandiera) | C     | Ray Felix       | 1930 | 211  | 100  |
| 14 | Stati Uniti (bandiera) | AC    | Larry Foust     | 1928 | 206  | 98   |
| 16 | Stati Uniti (bandiera) | GA    | Dick Garmaker   | 1932 | 191  | 91   |
| 16 | Stati Uniti (bandiera) | G     | Nick Mantis     | 1935 | 191  | 86   |
| 17 | Stati Uniti (bandiera) | G     | Ron Sobieszczyk | 1934 | 191  | 84   |
| 20 | Stati Uniti (bandiera) | A     | Tom Hawkins     | 1936 | 196  | 95   |
| 21 | Stati Uniti (bandiera) | A     | Slick Leonard   | 1932 | 191  | 84   |
| 22 | Stati Uniti (bandiera) | A     | Elgin Baylor    | 1934 | 196  | 102  |
| 24 | Stati Uniti (bandiera) | G     | Bobby Smith     | 1937 | 193  | 86   |
| 30 | Stati Uniti (bandiera) | A     | Boo Ellis       | 1936 | 196  | 84   |
| 30 | Stati Uniti (bandiera) | AC    | Steve Hamilton  | 1935 | 198  | 86   |
| 32 | Stati Uniti (bandiera) | AC    | Jim Krebs       | 1935 | 203  | 104  |
| 33 | Stati Uniti (bandiera) | G     | Rod Hundley     | 1934 | 193  | 84   |
| 35 | Stati Uniti (bandiera) | AC    | Rudy LaRusso    | 1937 | 201  | 100  |
| 44 | Stati Uniti (bandiera) | C     | Chuck Share     | 1927 | 211  | 107  |
| 50 | Stati Uniti (bandiera) | GA    | Ed Fleming      | 1933 | 191  | 86   |
| 70 | Stati Uniti (bandiera) | GA    | Frank Selvy     | 1932 | 191  | 82   |

## Staff tecnico
- Allenatori: John Castellani (11-25) (fino al 2 gennaio)[1], Jim Pollard (14-25)